# Paul De Knop
Pour les articles homonymes, voir Knop.
 (février 2024).
Si vous disposez d'ouvrages ou d'articles de référence ou si vous connaissez des sites web de qualité traitant du thème abordé ici, merci de compléter l'article en donnant les références utiles à sa vérifiabilité et en les liant à la section « Notes et références ».
Paul De Knop, né le 12 novembre 1954 à Anvers et mort le 4 août 2022, est un professeur puis recteur de la Vrije Universiteit Brussel entre 2008 et 2016. Il remplace au poste de recteur le professeur Benjamin Van Camp, et est suivi de la professeure Caroline Pauwels.

## Biographie

### Études
De Knop a étudié à l'Athénée royal d'Anvers puis alla étudier à la VUB.

### Parcours au sein de la VUB
Après avoir obtenu le titre de docteur en éducation physique et sportive, il enseigne la gestion du sport et la sociologie du sport.
En 2008, il est élu recteur de la Vrije Universiteit Brussel. En 2016, Caroline Pauwels lui succède à ce poste et De Knop se décide à reprendre son poste de professeur dans la faculté d'éducation physique et kinésithérapie.
En tant qu'ancien étudiant de l'université, il participe régulièrement à certaines activités estudiantines. Il a été baptisé au cercle étudiant "Mesacosa" (contraction de la locution latine mens sana in corpore sano).

## Prix et distinctions
- En 2013, il reçoit le titre de docteur honoris causa à l'Université d'Anvers.